# Stenospermation majus
Stenospermation majus är en kallaväxtart som beskrevs av Michael Howard Grayum. Stenospermation majus ingår i släktet Stenospermation och familjen kallaväxter.
Artens utbredningsområde är Costa Rica. Inga underarter finns listade.